# Dioxyna peregrina
Dioxyna peregrina är en tvåvingeart som först beskrevs av Friedrich Hermann Loew 1873.  Dioxyna peregrina ingår i släktet Dioxyna och familjen borrflugor. Inga underarter finns listade i Catalogue of Life.